# ابراهیم کامخو
ابراهیم کامخو (اسپانیایی: Ibrahim Camejo‎؛ زادهٔ ۲۸ ژوئن ۱۹۸۲) ورزشکار پرش طول اهل کوبا است.
وی در مسابقات کشوری و بین‌المللی در مجموع برندهٔ ۱ مدال برنز شده‌است.